# Хореум

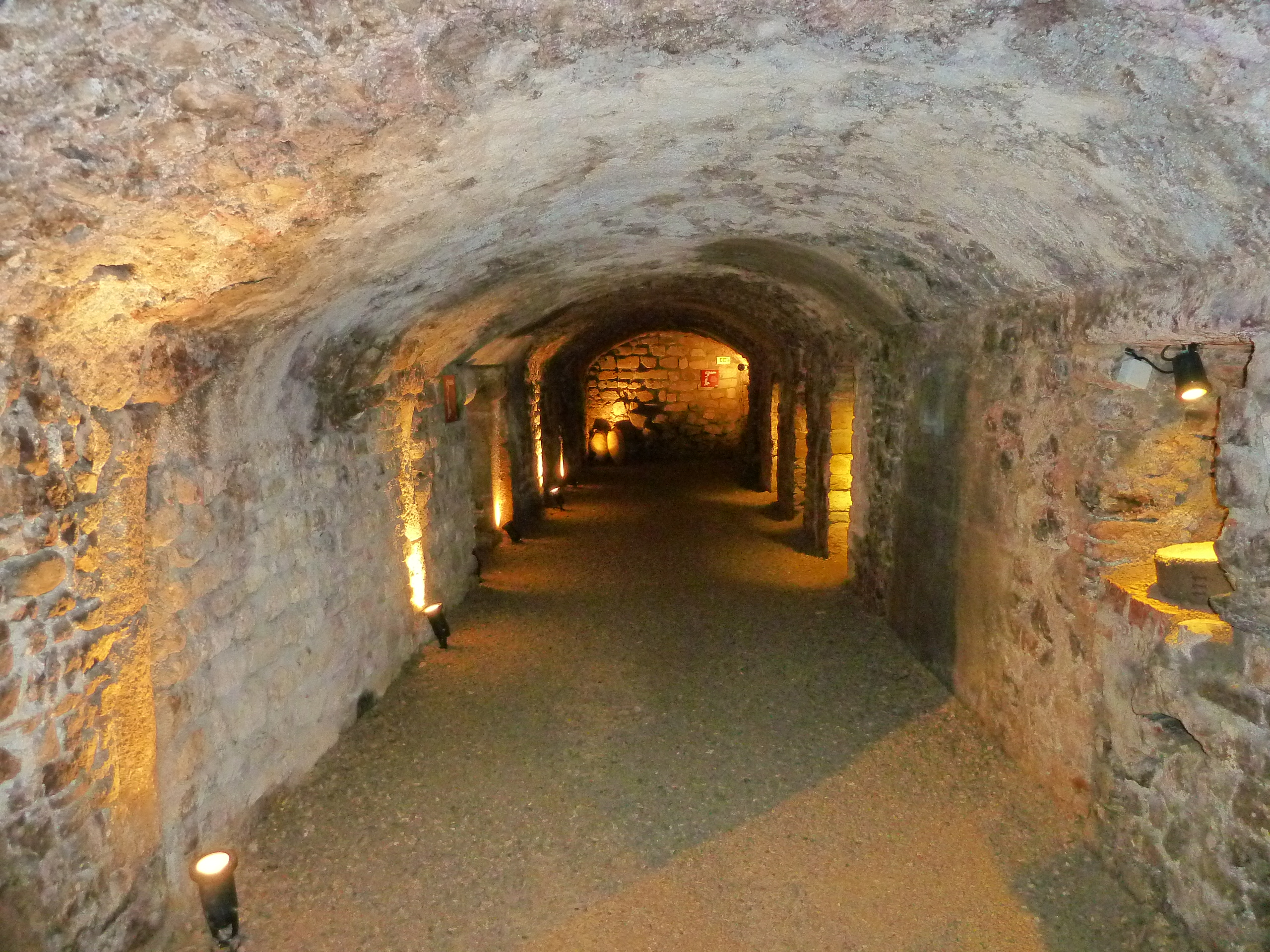
Horreum Romain у Нарбонні

Хореум (від лат. horreum, множина: хореа) — тип сховища, що використовувався в Стародавньому Римі.

## Історія
Перші хореї були побудовані в Римі наприкінці 2 століття до Р. Х., а перший відомий громадський хореум був побудований Гаєм Гракхом у 123 році до Р. Х.
Хореум у латинському трактуванні часто використовувався для позначення зерносховищ, ц той час як у Стародавньому Римі термін став застосовуватися до будь-якого місця, призначеного для зберігання товарів або колекціонування коштовних предметів, витворів мистецтва. Проте найважливішим видом хореа були саме ті, де зберігались продукти харчування, зокрема зерно та оливкова олія, вид та обсяг зберігання визначався державою.
Наприклад, Horrea Galbae в Римі використовувалося не тільки для зберігання зерна, а й оливкової олії, вина, одягу і навіть мармуру.Horrea Galbae мало 140 кімнат (тільки на рівні землі) загальною площею близько 21 тис. кв. м². Обсяг сховищ у громадських складах можна оцінити на основі згадок про Септимія Севера, коли він, помираючи (211 р. н. е.), заявив, що залишає місто з достатньою кількістю їжі, щоб утримати мільйонне населення упродовж 7 років. Менша, але подібна хореа була побудована для кожного римського міста, містечка чи фортеці по всій Римській імперії.

## Архітектура та іменування
Хореа в Римі та його порт Остія мали від двох або більше поверхів. Були обладнані пандусами, а не сходами, щоб полегшити доступ на верхні поверхи. Перший поверх зерносховищ був установлений на стовпах, щоб уникнути проникнення вологи всередину і зменшити ризик втрати зерна. Багато хорей нагадують великі торгові райони з рядами невеликих магазинів (таберн), розташованих навколо центрального внутрішнього подвір'я. Деякі з них були ексклюзивними, імовірно, були наближені до сучасних торгових центрів. Відомо про використання хорей і на Близькому Сході, проте мали іншу будову: це був лише один ряд дуже глибоких таберн (tabernae), розташованих на одному боці. Це  відображало архітектурний стиль, який широко використовувався в палацах і храмових комплексах у всьому регіоні ще задовго до приходу римлян.

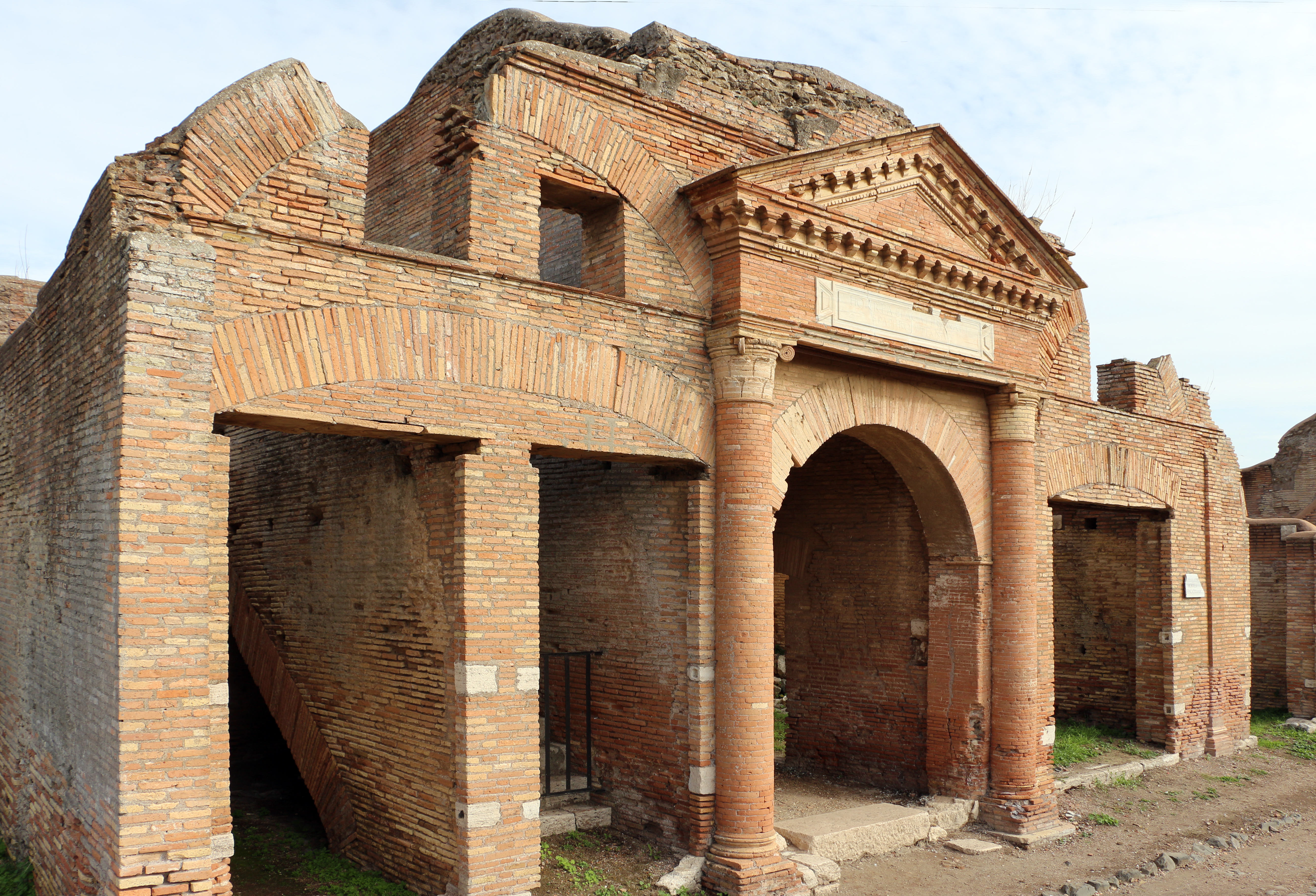
Епагатські та епафродитські хореї, хореум в Остії, побудований близько 145—150 рр. до Р. Х.

Не дивно, що безпека та протипожежний захист були головними проблемами цих  будівель. Зазвичай хореї були побудовані з товстими стінами, а їхні вікна завжди були вузькими і розташовувались високо, щоб запобігти крадіжкам. Двері  були захищені  складною системою замків і ригелів. Навіть найбільші хореї мали лише двоє або троє дверей, що були досить вузькими, щоб не дозволити проїзду візків. Важким завданням було переміщення товарів у хореї, швидше за все воно виконувалося лише вручну. Тому найбільший хореум мав великий штат робітників.
Римські хореї мали окремі назви. Деякі з них вказували  на тип товарів, що зберігалися (а, можливо, і продавалися), наприклад, віск (candelaria), папірус (chartaria) або перець (piperataria) . Інші носили імена імператорів (наприклад, Хореа Гальба на честь імператора Гальби) або особистостей, пов'язаних з імператорською сім'єю . Було відомо, що особливо добре був збережений хореум в Остії, Horrea Epagathiana et Epaphroditiana, був названий на честь двох вільновідпущенників (більш за все, його власників), Епагата та Епафродіта.

## Відеоматеріали
Computer reconstruction of Horreum на YouTube